# Brzánky
Obec Brzánky (německy Bresanken) se nachází v okrese Litoměřice v Ústeckém kraji. Žije v ní 91 obyvatel.

## Historie
První písemná zmínka pochází z roku 1338.

## Obyvatelstvo
|           | 1869 | 1880 | 1890 | 1900 | 1910 | 1921 | 1930 | 1950 | 1961 | 1970 | 1980 | 1991 | 2001 | 2011 |
| --------- | ---- | ---- | ---- | ---- | ---- | ---- | ---- | ---- | ---- | ---- | ---- | ---- | ---- | ---- |
| Obyvatelé | 202  | 205  | 246  | 252  | 281  | 268  | 220  | 166  | 182  | 135  | 111  | 75   | 83   | 90   |
| Domy      | 33   | 32   | 35   | 37   | 44   | 43   | 49   | 49   | 41   | 38   | 38   | 39   | 46   | 51   |

## Pamětihodnosti
- Venkovské usedlosti čp. 10, 18, 21 a 22
- Přírodní památka Sovice u Brzánek na severovýchodním okraji vesnice
- Dům č. ev. 20 Na Lisu pocházející z roku 1608, kde stával ve středověku dubový lis na víno. V tomto domě byl hostinec až do padesátých let 20. století. Hospodský Vališ si zde zřídil přívoz, aby mohl dovážet hosty z vesnic na druhém břehu. Na Lisu bylo místo, kde se pravidelně konaly taneční zábavy, veselky a jiné společenské události.[zdroj⁠?!]